# Demogeront
Ein Demogeront (altgriechisch δημογέρων, pl. δημογερόντες Volksältester) war ein Gemeindevorsteher. Die Demogeronten bildeten schon im Altertum, und später auch während des Mittelalters, in den griechischen Gemeinwesen eine Art von Lokalobrigkeit.
Demogeronten wurden von den Bürgern gewählt und gewannen sich infolge der Vererbung ihres Amtes in einzelnen Familien nach und nach die Stellung einer Art von Lokal- oder Provinzialadel, der namentlich im Peloponnes eine bevorzugte Stellung einnahm.
Sie hießen auch Archonten, Ephoren, Gerusia, Proestoi, türkisch Kodscha-Baschi.
Dieser Artikel basiert auf einem gemeinfreien Text aus Meyers Konversations-Lexikon, 4. Auflage von 1888 bis 1890.